# A la Legión le gustan las mujeres (...y a las mujeres les gusta la Legión)
 A la Legión le gustan las mujeres (...y a las mujeres les gusta la Legión) es una comedia española de 1976 ambientada en la guerra civil española y dirigida por Rafael Gil.

## Argumento
En plena guerra civil española, una Bandera de la Legión Española ocupa un puesto en el frente sin excesivo riesgo cerca de un pueblo donde vive una chica llamada Pilar, la novia de un alférez reputado de dicha Bandera, justo tras las líneas enemigas. Cuatro legionarios cruzan dichas líneas enemigas para rescatar a la novia de las Brigadas Internacionales.

## Reparto
| Intérprete             | Personaje            |
| ---------------------- | -------------------- |
| Manolo Codeso          | Poli                 |
| Luis Varela            | El Páter             |
| Francisco Cecilio      | Masquedios           |
| Ricardo Palacios       | El Pemán             |
| Rafael Hernández       | Chimbo               |
| Juanito Navarro        | Trino                |
| Manuel Gil             | Josele               |
| Susana Mayo            | Matilde              |
| María Salerno          | Pili                 |
| Mirta Miller           | Jacqueline           |
| Venancio Muro          | Soplete              |
| Mabel Escaño           | Teresa               |
| Blaki                  | Coronel Dupont       |
| Patricia Granada       | Natacha              |
| José Nieto             | Dupont               |
| Bebe Palmer            | El Guragú            |
| Fernando Sancho        | André Meroy          |
| Beni Deus              | Hans                 |
| Fernanda Hurtado       | Telefonista          |
| Tota Alba              | Doña Euduviges       |
| Pepe Ruiz              | Penitente            |
| Paloma Cela            | Isabel               |
| Xan das Bolas          | Tabernero            |
| Simón Arriaga          | Enfermero            |
| Rafael Conesa          | Cabrales             |
| María Sánchez Aroca    | Superiora            |
| María de la Riva       | Criada               |
| Miguel Armario         | Guardia              |
| Antonio del Real       |                      |
| Salvador Orjas         |                      |
| Vicente Bañó           | Responsable          |
| Carmen Martínez Sierra |                      |
| Pepín Salvador         |                      |
| Luis Induni            |                      |
| Jacinto San Emeterio   | Oficial              |
| Manuel Sierra          |                      |
| Manuel Torremocha      | Comandante           |
| Carlos Lucas           | Director de la banda |